# Klášter klarisek v Brixenu

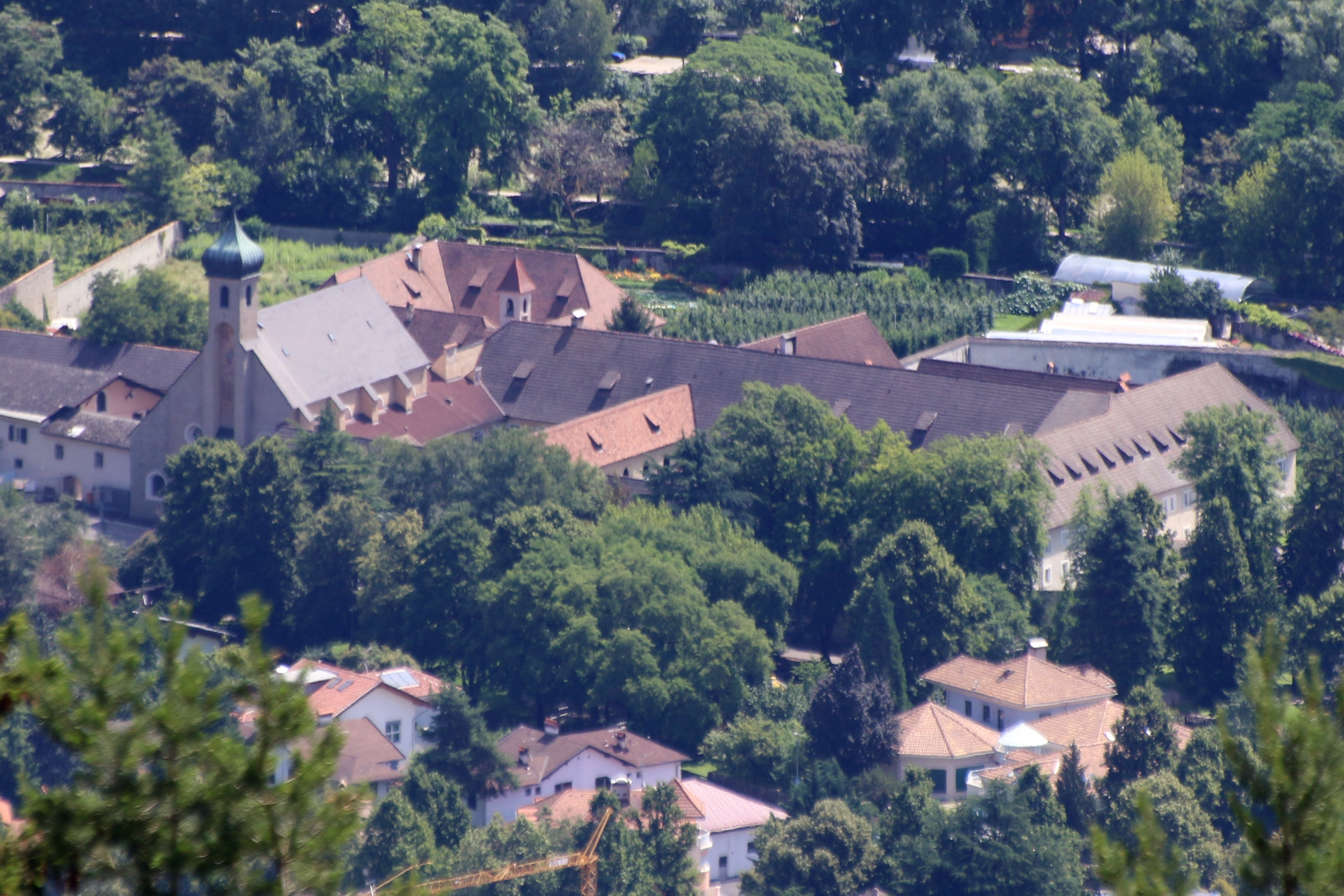
Pohled na klášter a kostel ze západní strany Brixenského údolí

Klášter klarisek u svaté Alžběty v Brixenu (italsky monastero delle Clarisse di Bressanone, německy Klarissenkloster Brixen zur hl. Elisabeth) je historicky první konvent chudých sester sv. Kláry – klarisek v německy mluvící oblasti Jižního Tyrolska, které je dnes součástí Itálie.

## Historie

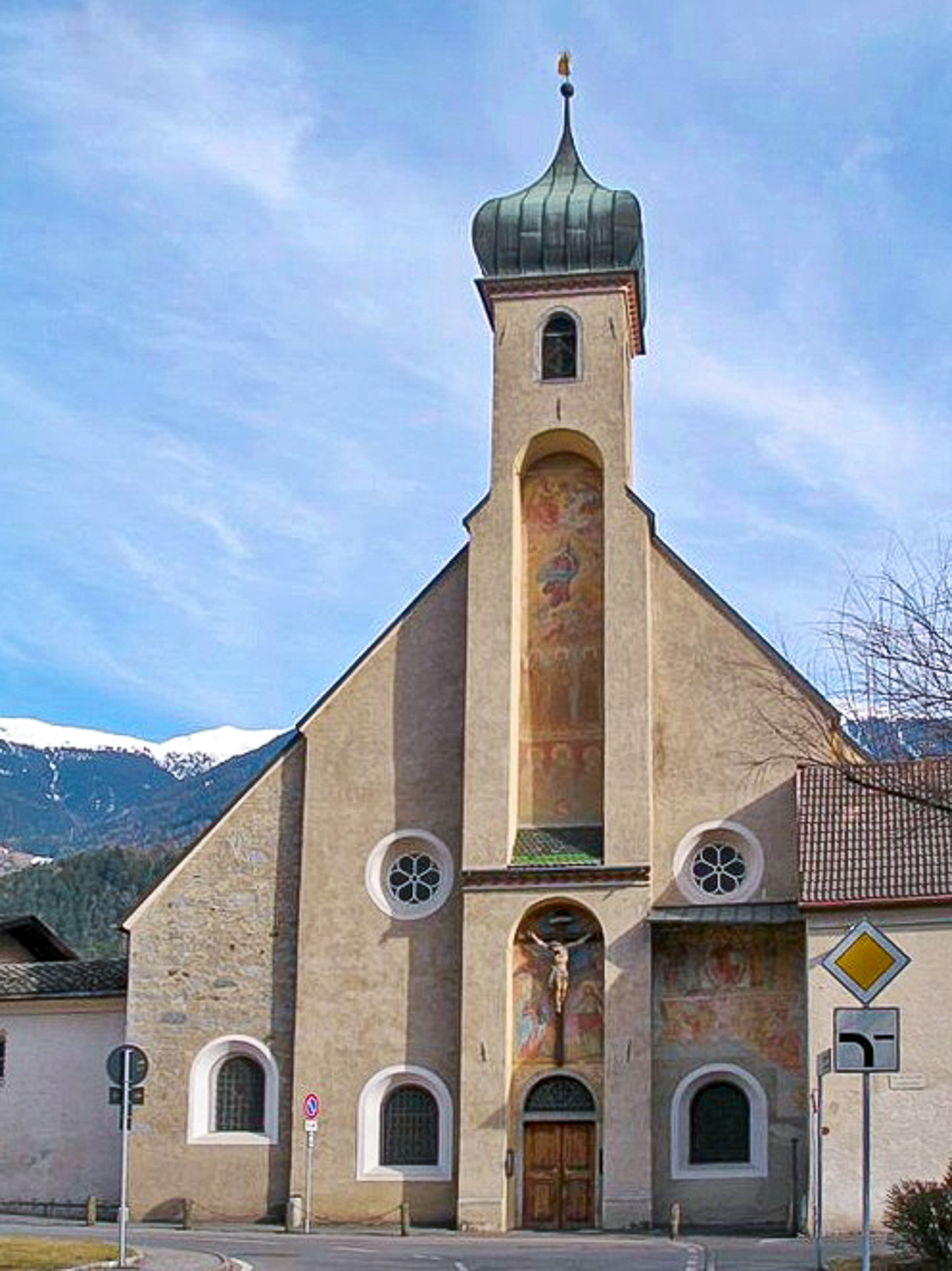
Klášterní kostel sv. Alžběty

Brixenský klášter klarisek byl založen ještě za života sv. Kláry, která žila v letech 1193/94–1253. První sestry do Brixenu přišly pravděpodobně kolem roku 1230, protože existují doklady o klášteru sv. Alžběty uvnitř městských hradeb z roku 1236. V té doby se o sestry starali bratři františkáni z připojeného kláštera.
Klášter klarisek se zdárně rozvíjel a do řádu vstupovalo mnoho žen z celého Tyrolska. Na počátku 15. století však došlo k uvolňování dodržování řádové řehole, pokusil se brixenský biskup kardinál Mikuláš Kusánský v letech 1452–1455 o úspěšnou reformu kláštera. Proti němu se postavily některé jeptišky, včetně Marie z Wolkensteinu, dcery Osvalda z Wolkensteinu a Markéty ze Schwangau, neboť nesouhlasily s omezením některých práv a příjmů kláštera. Odbojné sestry byly umístěny do klausury, k níž byly všechny přístupy zazděny nebo přísně hlídány. V klášteře získala vzdělání Magdalena Gaismairová, roz. Gannerová, manželka reformátora Michaela Gaismaira, zavražděného v roce 1532. Kvůli podpoře církve ve sporu kardinála s arcivévodou Zikmundem Bohatým byly klarisky v roce 1461 vypovězeny ze země. Útočistě našly u spolusester v klášteře klarisek v Pfullingenu a v roce 1464 se směly vrátit zpět do Brixenu. Maria z Wolkensteinu odešla do kláštera klarisek v Meranu, kde v roce 1478 zemřela jako abatyše.
Klášterní kostel sv. Alžběty byl kolem roku 1470 přestavěn goticky a v roce 1620 barokně a byl opatřen varhanami. Františkánský kněz a stavitel Rufin Laxner v letech 1663 až 1668 klášter klarisek rozšířil a v letech 1680 až 1684 zrekonstruoval klášterní kostel.
V roce 1720 bylo vysláno šest sester, aby založily klášter klarisek v Hall in Tirol. V roce 1782 brixenský konvent unikl vlně rušení klášterů během reforem císaře Josefa II., neboť podléhal přímo knížeti-biskupovi autonomního Brixenského knížectví. Během napoleonských válek v letech 1796–1797 byl klášter využíván jako vojenská nemocnice. V letech 1806–1814 pak bavorská vláda zakázala přijímání novicek.
Dnes v klášteře žije asi 20 sester klarisek, které žijí v přísné klausuře a věnují se modlitbám a práci uvnitř kláštera. Sestry také provozují pekárnu hostií.
Podle legendy poslala sv. Klára brixenským sestrám sazenici hrušně. Hrušky z ní v klášterní zahradě stále dozrávají i poté, co byly v průběhu času opakovaně roubovány.

## Památky v klášterním kostele
- kaple sv. Antonína s obrazem světce (kolem roku 1657) od P. Antonia Lenera.
- nástěnná malba se scénami ze života sv. Alžběty (1885) od P. Johannese Marii Reitera
- obrazy na hlavním oltáři (darování almužny sv. Alžběty, 1787) a postranní oltáře (Klanění pastýřů, sv. Jáchym a Anna s Marií, kolem roku 1787) od Johanna Mitterwurzera
- Křížová cesta (1773) od Josepha Ginera z Thauru
- Modlitební kůr klarisek nad klenbou kostela

## Památky v klášteře
25dílný cyklus za života sv. Kláry od barokního malíře Franze Sebalda Unterbergera.